# Moloya Goswami
Pour les articles homonymes, voir Goswami.
Moloya Goswami est une actrice du cinéma indien qui tourne principalement dans les films assamais. Lors de la 39e cérémonie des National Film Awards (en), en 1992, elle remporte le prix de la meilleure actrice pour son rôle dans le film Firingoti (en).

## Filmographie
- Calendar (en) (2017)
- Bhal Pabo Najanilu (2013)
- Poley Poley Urey Mon (en) (2011)
- Srimanta Sankardeva (2010)
- Jeevan Baator Logori (en) (2009)
- Konikar Ramdhenu (en)  (2003)
- Daman: A Victim of Marital Violence (en) (2001)
- Firingoti (en) (1992)
- Uttarkaal (1990)
- Siraj (as) (1988)
- Sarbajan (1985)
- Maa (1986)
- Agnisnaan (en) (1985)